# Zvezda Zvenigorod
Zvezda Zvenigorod (russisk Звезда) er en russisk håndboldklub fra Zvenigorod, en forstad til Moskva: Klubben vandt EHF Cup'en i 2007 med en samlet finalesejr på 62-57 over danske Ikast-Bording EH og i  2008 vandt de kvindernes EHF Champions League med en samlet finalesejr over Hypo Niederösterreich fra Østrig. Klubben har siden 2006 haft den russiske landstræner Jevgenij Trefilov som træner.
Holdet spiller til daglig i Ruslands kvindehåndbold Superliga og er blevet træner af Aleksej Gumjanov siden 2016.

## Kendte spillere
| - Anna Kareeva - Elena Polenova - Irina Poltoratskaja - Oksana Romenskaja - Jelena Dmitrijeva - Anastasia Lobatj - Natalja Sjipilova - Jekaterina Andrjusjina - Jelena Polenova - Anastasija Illarionova - Viktorija Kalinina - Polina Kaplina - Jekaterina Marennikova | - Anna Sen - Simona Spiridon - Anastasija Suslova - Anna Vjakhireva - Albina Murzalieva - Irina Nikitina - Valerija Ganitjeva - Jekaterina Vetkova - Polina Vjakhireva - Ljudmila Postnova - Alexandra Lacrabère - Samira Rocha |

## Tidligere trænere
- Jevgenij Trefilov (2006-2011)
- Zdravko Zovko (2011-2013)
- Alexander Revva (2013-2016)
- Aleksej Gumajonov (2016-)

## Internationale titler
- 2006/2007: EHF Cup: Vinder
- 2007/2008: Champions League: Vinder